# Diaspidius
Diaspidius is een geslacht van wantsen uit de familie van de roofwantsen (Reduviidae). De wetenschappelijke naam kreeg het geslacht in 1837 van John Obadiah Westwood.

## Soorten
Het geslacht omvat de volgende soorten:

- Diaspidius bruneli Villiers, 1943
- Diaspidius flavoniger Villiers, 1972
- Diaspidius nigriventris Villiers, 1943
- Diaspidius scapha (Drury, 1782)
- Diaspidius ungeri Reuter, 1881